# Clancy (album)
Pour les articles homonymes, voir Clancy.
Albums de Twenty One Pilots
Scaled and Icy
(21 mai 2021) Breach
(2025)
Singles
1. Overcompensate
Sortie : 29 février 2024
2. Next Semester
Sortie : 27 mars 2024
3. Backslide
Sortie : 25 avril 2024
4. The Craving (single version)
Sortie : 22 mai 2024

Clancy est le septième album studio du duo américain Twenty One Pilots, sorti le 24 mai 2024 chez Fueled By Ramen et Elektra Records. Nommé d'après le protagoniste introduit dans leur album Trench (2018), il constitue l'avant-dernier chapitre d'un arc d'albums conceptuels ébauchés près de dix ans auparavant avec Blurryface (2015),,.
Annoncé le 29 février 2024, l'album est précédé de quatre singles : Overcompensate, Next Semester, sorti le 27 mars 2024, Backslide, sorti le 25 avril 2024, et The Craving (single version), sorti le 22 mai 2024.
La sortie de l'album est suivie par une tournée mondiale, le Clancy World Tour, qui début le 15 Août 2024 à Denver et se termine le 14 mai 2025 à Londres, avec en tout 60 représentations. Dès la fin de la tournée, et pour fêter les dix ans de Blurryface, le groupe annonce un huitième album, Breach, prévu pour septembre 2025, et qui se révèle être la véritable conclusion au récit de Trench.
Très bien reçu par le public et la critique musicale, l'album est largement acclamé, considéré comme meilleur que son prédécesseur, le consensus critique reconnaissant notamment une bonne ouverture à l'histoire du groupe ébauchée par Blurryface,.

## Contexte et production
En février 2021, lors de la promotion du sixième album studio de Twenty One Pilots, le chanteur du groupe, Tyler Joseph, révèle que le morceau de clôture de Scaled and Icy, « Redecorate », agit comme une « allusion intentionnelle à ce que je veux faire dans la suite », non pas comme un cliffhanger, mais plutôt comme un précurseur du futur album qui contraste par son ton plus inquiétant avec l'ambiance généralement pétillante, joyeuse et colorée de Scaled and Icy.
C'est dans une interview donnée en septembre 2022 que Joseph confirme que leur futur album viendrait conclure le scénario du personnage de Clancy et de la ville fictive de Dema introduits dans leur cinquième album, Trench.
Clancy a été composé et produit dans son intégralité par le groupe aux côtés de Paul Meany, qui était déjà producteur pour Trench et a participé à la production de plusieurs chansons de Scaled and Icy.

## Sortie et promotion
Le duo commence à teaser l'arrivée d'un nouvel album le 15 février 2024 : les couvertures d'album de Vessel, Blurryface, Trench et Scaled and Icy sont mises à jour sur les plateformes de streaming, où des morceaux de ruban adhésif rouge recouvrent une partie des images. Ces changements laissent alors penser aux fans que le groupe prépare un nouvel album,. Sept jours après, le 22 février 2024, une vidéo intitulée I Am Clancy, est mise en ligne sur leurs réseaux sociaux, dans laquelle Tyler Joseph narre l'histoire d'un personnage, Clancy, poursuivant l'histoire des albums précédents, en anticipation du prochain album.
Le 29 février, le groupe annonce sur Twitter la sortie de leur album à venir, intitulé Clancy, initialement prévue pour le 17 mai 2024, en dévoilant sa pochette. Quelques semaines plus tard, Tyler Joseph annonce officiellement le souhait du groupe de tourner un clip pour chaque piste de l'album, conduisant sa date de sortie à être repoussée d'une semaine, au 24 mai 2024. Le même jour de l'annonce, un premier single est révélé, intitulé Overcompensate,; ce nouveau morceau contient une interpolation de Bandito, issue de Trench, et fait ainsi la liaison entre les deux albums. Cette liaison est renforcée par la phrase « Welcome back to Trench » qui fait directement référence à Levitate, deuxième morceau de l'album Trench, qui se termine par une phrase similaire : « Welcome to Trench »,.
Le deuxième single, Next Semester, sort le 27 mars 2024. Le troisième, Backslide, sort le 25 avril 2024. Enfin, le quatrième et dernier single précédant la sortie officielle de l'album est The Craving (single version), sorti le 22 mai 2024. Ce quatrième morceau sort en deux versions, différenciées par leur production et leur arrangement musical : la première, « single version », sortie en single promotionnel avec une production supplémentaire de Spencer Stewart, et la seconde, « Jenna's version », une version acoustique présente dans l'album,.

## Concept et thèmes

### Un album-concept: la suite du récit de Trench

Le logo de Twenty One Pilots de retour pour Clancy, après avoir été supplanté par un saï dans Scaled and Icy.

Comme les deux albums précédents, Clancy est un album-concept, et perpétue l'histoire instaurée par leur cinquième album à propos de la ville dystopique imaginée par Tyler Joseph, Dema, métaphore de la dépression, située sur le continent imaginaire de Trench et régie par neuf évêques dont leur chef Nico. Leur autorité provient de deux choses qui se complètent l'une l'autre : leur religion, le Vialism, qui prône l'autodestruction comme l'unique moyen d'atteindre le paradis, et un pouvoir miraculeux appelé seizing (« saisie ») par lequel les évêques peuvent prendre possession d'un corps durant un temps limité. Le récit continue de suivre le personnage de Clancy, échappé de Dema après avoir été manipulé par Nico pour divertir les habitants, et à nouveau recueilli par le groupe rebelle des Banditos sur l'île de Voldsøy (au large de Trench), où il acquiert par l'intermédiaire de la créature Ned le même pouvoir que celui utilisé par les évêques pour contrôler leur cité,. Ce « pouvoir miraculeux » lui servirait à libérer ses concitoyens de Dema,. Cette situation est explicitée dès l'introduction du premier morceau, Overcompensate, dans lequel on entend une voix répéter en trois langues différentes (allemand, français et espagnol) une même phrase, :
« Cette petite île étrange a fait de moi une arme
Nous croyons tous les deux que nous pouvons l'utiliser pour changer l'élan de cette guerre. »
À savoir que l'album précédent, Scaled and Icy, était une anagramme de « Clancy is Dead » (« Clancy est mort ») et mettait en scène la manipulation des évêques de Dema, qui se servaient de Clancy après l'avoir ramené à eux pour contrôler et divertir les foules.

### Chansons et thèmes
Ce nouvel album aborde des thèmes récurrents déjà exploités dans la discographie de Twenty One Pilots, notamment la santé mentale, mais apporte aussi de nouveaux sujets. Le titre d'ouverture, Overcompensate, reprend l'histoire de Clancy où elle avait été laissée dans l'album précédent avec une mélodie d'électro rock teintée des années 1990 et conduite par des couches de synthétiseur et de breakbeat ; Next Semester exprime le désir de tout recommencer à zéro, traitant de maladie mentale et notamment d'anxiété, Tyler Joseph y mentionnant ses crises de panique et tentative de suicide ; Backslide évoque la crainte de retomber dans de vieux travers ; Midwest Indigo est une lettre d'amour joyeuse et entraînante dédiée à l'État de l'Ohio dont le groupe est originaire ; Routines in the Night parle des insomnies et des pensées négatives nocturnes, rendant hommage par certaines vocalisations à The Run and Go issu de leur album Vessel (2013) ; Vignette se fait hommage à Josh Dun et au récit de Trench, en parlant notamment de zombies, de déni, de décadence et de renaissance, ;  The Craving est un hommage à la femme de Tyler Joseph, Jenna, au même titre que les chansons Formidable, Smithereens et Tear in My Heart des précédents albums, et se présente comme une « ode aux doutes » et aux « imperfections » du sentiment amoureux,. Lavish offre une vision cynique de l'industrie musicale ; Snap Back inclut des références à d'autres chansons du groupe, dont Heavydirtysoul et Backslide ; Oldies Station, imbibée de nostalgie, est une exhortation de Tyler à la jeune génération, qu'il encourage à persévérer malgré les difficultés que représente le fait de grandir ; At The Risk of Feeling Dumb parle de l'importance de prendre des nouvelles de proches qui pourraient être en difficulté ; Paladin Strait, enfin, dernier morceau de l'album dont le titre fait référence à la classe Paladin dans Donjons & Dragons, met en avant la fin du voyage de Clancy, décrivant une grande aventure glorieuse et intimidante à la fois par son issue incertaine. Ce dernier titre, qui s'achève sur un cliffhanger, ouvre la voie à l'album suivant du groupe, Breach,.

## Compositions
Comme les albums précédents, Clancy se fait mélange de nombreux genres musicaux différents. Debra Kate Schafer pour The Aquarian Weekly (en) l'a décrit comme une « fusion » de chaque itération du talent artistique du groupe. 
Les mélodies alternent et mêlent rock alternatif, pop rock, hip hop (Backslide), rap rock, breakbeat et rock électronique (tels que dans Overcompensate, Snap Back et Navigating), mais aussi avec de la pop punk, du post-punk et du garage rock (Next Semester et Midwest Indigo). À cela s'ajoute des tonalités issues du dream pop (Lavish), du reggae (At the Risk of Feeling Dumb), du synthpop, de la pop baroque, du rap emo ou encore du rock indépendant. L'album mélange ainsi la musicalité rock'n'roll et des directions hip hop subtiles par une atmosphère englobante de pop stylisée.

## Liste des titres
| 1.    | Overcompensate                | 3:56 |
| 2.    | Next Semester                 | 3:54 |
| 3.    | Backslide                     | 3:00 |
| 4.    | Midwest Indigo                | 3:16 |
| 5.    | Routines in the Night         | 3:22 |
| 6.    | Vignette                      | 3:22 |
| 7.    | The Craving (Jenna's version) | 2:54 |
| 8.    | Lavish                        | 2:38 |
| 9.    | Navigating                    | 3:43 |
| 10.   | Snap Back                     | 3:30 |
| 11.   | Oldies Station                | 3:48 |
| 12.   | At The Risk of Feeling Dumb   | 3:23 |
| 13.   | Paladin Strait                | 6:28 |
| 47:18 |                               |      |

## Réception critique
Clancy reçoit des retours plutôt positifs de la part des critiques musicales. Chez Metacritic, l'album se voit attribuer une note moyenne de 78 sur 100, sur la base de 5 critiques, indiquant des « critiques généralement favorables ».
Neil Z. Yeung pour AllMusic émet un avis favorable et écrit : « Twenty One Pilots tire sa révérence sur un récit fascinant qui a captivé l'imagination d'une légion de fans... Heureusement pour les auditeurs qui ne connaissent pas la trame de fond, les chansons sont fiables et suffisamment intrigantes pour attirer aussi leur attention. »,
Sur la revue Sputnikmusic, qui attribue une note de 4 sur 5, un membre du site reconnaît « enfin une suite bien réalisée », mais regrette que « peu de chansons contribuent à l'histoire » instaurée dans Trench et que l'album est censé clôturer. À l'inverse, Tom Carr de The Arts Desk, clame que Clancy « réussit à équilibrer l'achèvement d'un récit qui satisfera les purs et durs, mais sera également tout aussi satisfaisant pour les auditeurs occasionnels. »
Joe Goggins pour NME donne une note de 3 étoiles sur 5 à l'album, en regrettant que « le duo sombre dans une légèreté sonore sur des titres comme Backslide et Vignette qui va à l'encontre de la lourdeur des paroles », et qu'il s'en sort mieux lorsqu'il « vise une véritable expérimentation ». Dans cette lignée, Vicky Greer pour Classic Rock, considère que c'est un album « très fort » qui « ravira ses fans les plus fidèles », mais que le duo « hésite là où il retombe dans ses vieilles habitudes au lieu d'embrasser les moments les plus innovants de l'album ».
Kiana Doyle pour Associated Press qualifie Clancy de conclusion « stimulante » de l'arc du groupe, rempli d'entrain, de vigueur et de nostalgie. Manus Hopkins pour le magazine britannique Kerrang!, décrit l'album comme « créatif, coloré et infiniment charismatique ».
Ali Shulter pour Dork définit Clancy comme un « album de rebondissements, virages et évasion captivante », un disque « magnifique et complexe qui passe par des moments tendres et sincères, une rage ardente, une fanfaronnade et une autodestruction frustrée. »
David Feigelson pour le magazine américain Paste reconnaît des « paroles ambitieuses » mais une exécution musicale « inégale » et « qui laisse souvent beaucoup à désirer ». À cela il ajoute que les dernières mélodies du disque « collent à l'atterrissage » et que si Clancy est la fin de l'histoire, la conclusion s'en révèle assez sombre.
Enfin, Jon Dolan de Rolling Stone a évalué l'album positivement, reconnaissant l'« évolution vers le milieu de vie » du groupe et félicitant Clancy pour ne pas s'être dispersé dans sa jonglerie entre différents genres et sons.

## Personnel
Crédits adaptés des notes de doublure de Clancy.

### Twenty One Pilots
- Tyler Joseph – chant, écriture, ukulélé, programmation, production, production exécutive
- Josh Dun – batterie, programmation, ingénierie de batterie

### Technique
- Paul Meany — production, écriture
- Chris Woltman — production exécutive
- Spencer Stewart — production sur The Craving (single version)
- Adam Hawkins — mixage
- Joe LaPorta — mastering

### Additionnel
- Peter Ganbarg — A&R
- Gregg Nadel — A&R
- Mark Eshleman — direction créative (vidéo)
- Brandon Rike — direction créative (design)
- Ashley Osborn — photographie
- Björgvin Sigurdarson — photographie additionnelle
- Lindsay Fishman — photographie additionnelle
- Brian Ranney — packaging

## Récompenses
- American Music Awards 2025 dans la catégorie Album Favori Rock[68] ;
- American Music Awards 2025 dans la catégorie Artiste Masculin Favori Rock[68].